# Ligne de Blainville - Damelevières à Lure
La ligne de Blainville - Damelevières à Lure est une ligne de chemin de fer française qui aujourd'hui relie la gare de Blainville - Damelevières, située sur la ligne de Noisy-le-Sec à Strasbourg-Ville, dans le département de Meurthe-et-Moselle, à celle de Lure, située sur la ligne de Paris-Est à Mulhouse-Ville, dans le département de la Haute-Saône.
Lors de sa construction, il s'agissait de la ligne d’Épinal à Vesoul (segment du projet de liaison Nancy – Gray), se raccordant à la ligne de Paris à Mulhouse en gare de Port-d'Atelier. L'embranchement Aillevillers – Lure n'a été ajouté qu'après la perte de l'Alsace-Lorraine en 1871, pour rétablir la cohérence du réseau intérieur français. La ligne est alors devenue « Blainville – Lure », le trafic étant beaucoup plus important sur cette nouvelle branche qui permettait l'accès de la Lorraine à la Suisse sans devoir passer par l'Allemagne de l'époque, que sur la branche vers Vesoul.
Elle dessert la moyenne vallée de la Moselle et permet des relations entre Nancy, Épinal et Belfort.
Elle constitue la ligne no 042 000 du réseau ferré national. Elle constituait la ligne 16 dans l'ancienne numérotation SNCF des lignes de la région Est.

## Historique
La section de Blainville - Damelevières à Aillervillers, partie d'un itinéraire « de Nancy à Gray par Épinal et Vesoul » est concédée à la Compagnie du chemin de fer de Paris à Strasbourg par une convention signée entre le ministre des Travaux publics et la compagnie le 17 août 1853. Cette convention est approuvée par un décret impérial à la même date.
Le 16 janvier 1854, la Compagnie du chemin de fer de Paris à Strasbourg devient la Compagnie des chemins de fer de l'Est dont les statuts sont approuvés le 21 janvier 1854.
La ligne a été ouverte en trois étapes :
- de Blainville à Épinal, le 24 juin 1857 ;
- d'Épinal à Aillevillers, le 24 septembre 1863, terminant ainsi la liaison Vesoul – Nancy ;
- d'Aillevillers à Lure, le 25 avril 1878, ligne devenu nécessaire après l'annexion de l'Alsace-Lorraine.

En 1863, elle constituait l'unique débouché de la Lorraine vers le Sud, jusqu'en 1884 (ouverture de Neufchâteau – Merrey, sur la ligne Toul – Culmont). Le tronçon de Blainville à Aillevillers était alors prolongé jusqu'à Port-d'Atelier-Amance pour rejoindre la Ligne de Paris-Est à Mulhouse-Ville, jusqu'à Vesoul, puis Gray et Chalon-sur-Saône, par Auxonne et Seurre[réf. souhaitée]. Elles étaient initialement destinées à alimenter en houille les aciéries de Haute-Saône. Elle faisait partie de la ligne de Saint-Étienne à la Sarre.
Après l'annexion de 1870, la ligne de Strasbourg-Ville à Saint-Louis passe sous contrôle allemand. La construction du tronçon d'Aillevillers à Lure est concédée à la Compagnie de l'Est par une convention signée le 17 juin 1873 entre le ministre des Travaux publics et la Compagnie, pour rétablir la continuité du réseau vers Belfort et la Suisse. Cette convention est approuvée à la même date par une loi qui déclare la ligne d'utilité publique.
L'électrification entre Blainville et la bifurcation de Dinozé a été mise en service le 23 mai 2005 pour permettre la desserte des gares d'Épinal et de Remiremont par le TGV Est. Son coût, associé à celui de la ligne de Lunéville à Saint-Dié, a été de 100 millions d'euros.

## Tracé
En gare de Blainville - Damelevières, la ligne se détache de celle de Noisy-le-Sec à Strasbourg-Ville pour aller sur Charmes et Épinal. Passée Épinal, la ligne laisse sur sa gauche la ligne d'Épinal à Bussang et l'électrification 25 kV – 50 Hz pour se rendre, désormais en traction thermique, vers Aillevillers ; en sortie de cette dernière gare, la voie est désormais unique et file vers Luxeuil-les-Bains et Lure, se raccordant à la ligne de Paris-Est à Mulhouse-Ville un kilomètre auparavant.

## Infrastructure

### Ouvrages d'art
Le viaduc de Granges à Xertigny permet de franchir la vallée du ruisseau de Cône, affluent de la rivière Côney et sous-affluent de la Saône. Composé de neuf arches, il mesure 108 mètres de long et 38 mètres de haut. Construit en 1861, il a été partiellement détruit en 1870 pour ralentir la progression des armées allemandes.
Il existe également un tunnel (dit de Fontaines-les-Luxeuil) entre les gares de Fontaines-lès-Luxeuil et Luxeuil-les-Bains. Ce tunnel se trouve en pleine forêt domaniale de Luxeuil-les-Bains.

### Raccordements
Deux raccordements stratégiques existaient aux environs d'Épinal :
- la boucle de Bertraménil (2 104 m, no 059 910) qui permettait d'aller de Lure vers Remiremont ;
- le raccordement de Dinozé (4 110 m, dont le viaduc de la Taverne, 83 m, no 058 300) qui permettait d'aller de Remiremont vers Lure.

Le raccordement de Blainville (no 043 300) permettait d'aller de Lure vers Strasbourg-Ville et vice-versa sans avoir à rebrousser à Blainville.
Enfin, le raccordement de Lure (non codifié car trop ancien) permettait d'aller de Blainville vers Paris-Est et vice-versa sans avoir à rebrousser à Lure.

## Exploitation
La ligne est actuellement parcourue par divers trafics:
- TER Grand Est pour le service périurbain de Nancy vers Strasbourg d'une part, Epinal et Remiremont d'autre part.
- TER Bourgogne Franche-Comté, pour la relation voyageurs Belfort-Epinal.

- Fret avec la desserte de plusieurs établissements particuliers (usine Novacarb à Laneuveville-devant-Nancy, usine Solvay à Varangéville, usine Norske Skog a Epinal, trafic de bois à Aillevillers entre autres).

## Projets

### L'électrification de Dinozé à Lure
L'électrification de Dinozé à Lure est envisagée dans le cadre de la mise en service de la LGV Rhin-Rhône. Elle améliorerait la desserte de l’axe nord-sud pour les villes du sillon lorrain (Luxembourg, Thionville, Metz, Nancy, Épinal), désenclaverait le département de la Haute-Saône et désengorgerait l’axe Luxembourg - Dijon par Neufchâteau, qui pourrait ainsi être réservé au trafic fret dans le cadre de l’Eurocorridor C (Anvers – Bâle – Lyon). Par rapport à cette dernière ligne, elle éviterait également le rebroussement des trains en gare de Nancy. Ce projet nécessiterait également, soit l'électrification de la ligne de Paris-Est à Mulhouse-Ville entre Lure et Belfort, soit l'adaptation au trafic voyageur des 16 km de la ligne de Montbozon à Lure qui ont été rouverts jusqu'à Villersexel pour les travaux sur la LGV.
Ce projet est soutenu par des élus de Lorraine et de Franche-Comté qui ont créé en juin 2008 l‘association pour la Liaison de la Lorraine et du Nord Franc-Comtois au TGV Rhin-Rhône Méditerranée dont l'objectif est de « relier la Lorraine et le Nord de la Franche-Comté au TGV Rhin Rhône/Méditerranée, obtenir la modernisation et l’électrification de la ligne ferroviaire Épinal – Belfort avec arrêt à la gare nouvelle de Méroux. »
Le 27 janvier 2009, le conseil économique et social régional de Lorraine a présenté un rapport qui étudie trois axes possibles entre la Lorraine et Lyon : par Épinal, par Toul – Dijon et par Strasbourg – Bâle. Le passage par Lure avec un raccordement à Rougemont (près de Villersexel) pourrait mettre Metz à 3 h 10 de Lyon. C'est le tracé qui permet les meilleurs temps de parcours. Une option lourde, correspondant à la création d'une voie nouvelle apte à une vitesse de 200 km/h de Dinozé jusqu'à la LGV, est estimée de 500 à 800 millions d'euros
.
L'étude de l'électrification a été actée dans un contrat de projets État-région, elle doit être menée en mars 2009. Le 3 avril 2009, la préfecture de Lorraine a annoncé qu'une étude exploratoire, destinée à comparer les différentes possibilités d'amélioration de l'axe de la Lorraine vers Lyon et la LGV Rhin-Rhône, était en cours. Ses conclusions sont attendues à l'automne 2009. L'étude de l'amélioration de la ligne Épinal – Belfort proprement dite est reportée à l'été 2009. Le 5 avril 2009, lors d'une rencontre entre élus lorrains et franc-comtois consacrée au projet d'électrification, Christian Poncelet a déploré ce retard.
Les résultats de l'étude exploratoire ont été présentés le vendredi 2 octobre 2009 à la préfecture de Metz. Elle a évalué à 1,5 milliard d'euros la mise à niveau de la ligne Toul – Dijon ou la réactivation de la ligne Aillevillers – Vesoul – Besançon. L'électrification d'Épinal – Belfort coûterait, elle, 430 millions d'euros, montant porté à 680 millions avec la création d'un raccordement à Villersexel. Le maire de Belfort souhaiterait que le raccordement soit plutôt réalisé par la ligne Belfort – Delle, au niveau de  la gare TGV de Meroux-Moval. Cela permettrait d'optimiser la desserte de sa ville, au prix d'un détour conséquent sur le trajet Nancy – Lyon qui augmenterait le temps de trajet de 30 min.
Le choix du passage par Épinal a été acté par le préfet de Région Lorraine et un coût global de 800 millions d'euros est évoqué. La fin de l'étude de l’électrification et de l’aménagement de la ligne est prévue pour 2011. L'objectif est de pouvoir réaliser les travaux pendant le contrat de projets État-région 2013-2020, avec l'ambition de parvenir en 2020-2022 à un temps de trajet de moins de 2 h 40 entre Nancy et Lyon.
Le projet ferroviaire d'« amélioration des liaisons entre la Lorraine et la vallée du Rhône » a été inscrit en janvier 2011, dans la seconde révision de l'avant-projet du SNIT (Schéma national des infrastructures de transport). Il figure dans les projets à lancer après 2020.
Entre Épinal et Lure, une simple électrification couterait entre 170 et 220 M€ pour un gain de temps de 5 minutes ; des rectifications de courbes permettraient de gagner 5 minutes supplémentaires pour un coût total compris entre 320 et 370 M€. Le barreau Lure-Villersexel couterait lui de 250 à 300 M€.
Le 12 septembre 2012, l'importance du projet a été réaffirmée auprès du Président de la République, par un courrier signé par un nombre considérables d'élus locaux, depuis Thionville jusqu'à Belfort et la Haute-Saône 

### L'hypothèse de la branche sud de la LGV Rhin-Rhône
Pour les liaisons nationales, l'intérêt du projet est conditionné à la réalisation de la branche sud de la LGV Rhin-Rhône.
Avec la branche sud, un passage par Épinal – Lure et le raccordement de Villersexel permettraient en effet de gagner 1 h 5 min sur Metz – Lyon contre 40 min avec un aménagement de la ligne Toul – Dijon. Sans cette branche sud, le gain de temps ne serait que de 20 min contre encore 30 min pour l'option par Dijon qui coûterait par ailleurs moins de 250 M€.
L'électrification présente aussi un intérêt local pour les deux départements traversés, par exemple pour le maire d'Épinal : « la création de la branche sud serait un plus indéniable mais pas une condition nécessaire ». Mais cette utilité locale pourrait-elle à elle seule justifier le coût des investissements ?

## Dans la littérature
- Paul René Machin, Détresse sur la ligne 16 et autres nouvelles, Prix Louis Pergaud 1969; éditions Lettres Du Monde, 1991